# Číčov
Číčov är ett berg i Tjeckien.   Det ligger i regionen Ústí nad Labem, i den nordvästra delen av landet, 60 km nordväst om huvudstaden Prag. Toppen på Číčov är 476 meter över havet, eller 133 meter över den omgivande terrängen. Bredden vid basen är 2,0 km.
Terrängen runt Číčov är kuperad åt nordost, men åt sydväst är den platt.Runt Číčov är det ganska glesbefolkat, med 25 invånare per kvadratkilometer. Närmaste större samhälle är Most, 12,5 km väster om Číčov. Trakten runt Číčov består till största delen av jordbruksmark.